# チケット適正流通協議会
チケット適正流通協議会（チケットてきせいりゅうつうきょうぎかい、英語: FAIR TICKETING ALLIANCE JAPAN、FTAJ）は、日本の協議会。21の業界団体および企業で構成される。2019年6月14日にチケット不正転売禁止法が施行されたことに伴い発足した。代表幹事は野村達矢（一般社団法人日本音楽制作者連盟）。

## 概要
一般社団法人日本音楽制作者連盟、一般社団法人日本音楽事業者協会、一般社団法人コンサートプロモーターズ協会、コンピュータ・チケッティング協議会が2016年8月23日に「チケット高額転売取引問題の防止」を求める共同声明を発表したことに端を発する団体である。4団体は「#転売NO」を掲げ、公式ウェブサイトを活用した情報発信や、チケット高額転売問題に関する啓発活動を行っていた。2019年に協議会が発足してからは、上記の活動に加え、「FT（フェアチケッティング）マーク」「特定チケット」の運用を主として行なっている。
なお、設立当初は上記4団体と一般社団法人日本2.5次元ミュージカル協会、音楽・エンターテインメント業界の8社が協議会メンバーだったが、現在はさらに8社が加わっている。

### 活動目的
ホームページより引用。
- チケットの適正な流通について、消費者の理解の増進を図ること
- チケット販売に関する新たな技術的手段を研究・開発し、消費者の便益に資すること
- チケットの適正な流通が確保されるよう、消費者に対して当該興行主等の販売するチケットについて、正確かつ適切な情報を提供するよう努めること
- 興行主等の以外の者が、興行主の同意を得てチケットを譲渡することができる機会を提供すること
- チケットの適正な流通を確保するために、政府および関係機関と協力すること

## 設立の経緯
日本ではライブ・コンサートのチケットを買い占め、チケットを買いたい人に法外な価格で転売するといういわゆるダフ屋行為が以前から横行しており、2020年に東京オリンピックを控える日本としては、不正転売対策は喫緊の課題となっていた。
この状況を受け、一般社団法人日本音楽制作者連盟、一般社団法人日本音楽事業者協会、一般社団法人コンサートプロモーターズ協会、コンピュータ・チケッティング協議会の4団体は115組の国内アーティストと24の国内音楽イベントの賛同を得て、2016年8月23日に「チケット高額転売取引問題の防止」を求める共同声明を発表。以後、上記4団体は不正転売問題についての啓発活動を行っていた。
一方、ダフ屋行為については各都道府県の迷惑防止条例で取り締まるのがほとんどであったが、その対象は駅やチケット売り場などに限定され、インターネット上での取引は対象外となっていた。そこで、超党派の「チケット高額転売問題対策議員連盟」（共同代表・石破茂）は、全国一律に処罰する法案を第197回国会に提出。2018年12月に両議院とも全会一致で可決、成立し、12月14日に「特定興行入場券の不正転売の禁止等による興行入場券の適正な流通の確保に関する法律」（チケット不正転売禁止法）として公布され、翌2019年6月14日に施行された。
同法施行に伴い、音楽業界の4団体に、一般社団法人日本2.5次元ミュージカル協会、さらにEMTG、テイパーズ、エブリィ・エンタテインメント、DMM.com、Live Styles、ボードウォーク、LINE TICKET、チケットスターの8社を加えたチケット適正流通協議会が同日に発足した。